# Íñigo López de Mendoza y Quiñones
Íñigo López de Mendoza y Quiñones (1440, Guadalajara, Corona de Castilla - Granada, España, 20 de julio de 1515) fue un aristócrata español, I marqués de Mondéjar y II conde de Tendilla, conocido como El Gran Tendilla, y miembro de la Casa de Mendoza. Tras la toma de Granada el 2 de enero de 1492, ejerció como alcaide de la Alhambra y capitán general del Reino de Granada. 

## Biografía
Era hijo de Íñigo López de Mendoza, primer conde de Tendilla, y de Elvira de Quiñones, hija de Diego Fernández de Quiñones, tercer señor de Luna, familia esta última que había visto menguados sus dominios por integrarse éstos en el señorío del Principado de Asturias, pero que había recibido compensación de parte de Juan II. Se educó en la casa-palacio que su abuelo paterno, el marqués de Santillana, tenía en Guadalajara, ciudad donde probablemente nació. Pero recibió su aprendizaje político y militar junto a su padre, embajador ante el papa Pío II en el concilio de Mantua, y de su tío el poderoso cardenal Mendoza. La Casa de Mendoza era por aquel entonces una rama menor dentro de la Casa del Infantado, pero que ya había recibido beneficios de la Corona por sus servicios a la reinante Casa de Trastámara. Fue de hecho su tío, el ya mencionado cardenal, claro exponente de esta política familiar.

### Toma y defensa de Alhama
Sucedió a su padre en 1479 como conde de Tendilla y acudió a las Cortes de Toledo de 1480 a rendir obediencia a los Reyes Católicos y ofrecer sus servicios para la conquista de Granada. Participó en el fallido intento de toma de Loja, que costó la vida a muchos castellanos y de la que salió gravemente herido, y se encargó de la guarnición y el gobierno de Lucena, que había sido atacada unos meses antes por Boabdil el Chico, desde el 16 de junio de 1483. Supieron las banderas castellanas que la ciudad de Alhama, en pleno corazón del reino nazarí, se hallaba descuidada. Modesto Lafuente nos la describe de la siguiente manera: «Alhama era población importante y rica por sus excelentes fábricas de paños, por ser caja de depósito de los caudales y contribuciones de la tierra, y por sus baños termales, de que iban a gozar con frecuencia los reyes de Granada y los personajes de la corte, de que distaba solo ocho leguas, todo lo cual la constituía en una especie de sitio real, y era en ciertas épocas del año el punto de reunión y de recreo de la brillante corte granadina». Su toma no fue tanto por motivos estratégicos sino propagandísticos, dada la relación de los emires granadinos con la ciudad, y la gran dificultad para defenderla una vez en manos cristianas. Nombrado su alcaide, pues había participado en su conquista, tuvo que defenderla entre 1484 y 1485 de su propio pecunio, ante los intentos de reconquista del sultán Muley Hacén de Granada, y el aislamiento en que se encontraba la plaza, rodeada aún de territorio enemigo. Pintó las murallas para ocultar las labores de restauración, y emitió un papel moneda que funcionó durante el tercero de los asedios.

### Embajada en Roma
A finales de 1485, los Reyes Católicos le nombran embajador ante el papa Inocencio VIII. Se lo escogió para tal cometido "porque, allende de ser cauallero esforçado, era bien mostrado en las letras latinas, e ome discreto y de buena prudençia para semejantes negocios".Sus instrucciones eran muy amplias: conseguir un tratado de paz entre el papa y el reino de Nápoles, gobernado por un primo del rey Fernando, la renovación de la bula favorable a la cruzada de 1482, la reforma de la iglesia y presentación por el rey en el nombramiento de los obispos.El 1 de mayo de 1486, el Santo Padre renovó las letras apostólicas otorgadas por sus antecesores Urbano II y Eugenio IV, para que los reinos de España pudieran erigir iglesias, disponer de dignidades y bienes eclesiásticos y derechos de patronato para diversas iglesias, actualizándose así los derechos que de por sí tenían por su lucha contra el islam.
También logró del papa el reconocimiento de los hijos ilegítimos de su tío el canciller Pedro González de Mendoza, el cardenal. El pontífice regaló al conde una espada, actualmente conservada en el Museo Lázaro Galdiano de Madrid. Durante su estancia en la Ciudad Eterna, rodeado de un notable séquito, el conde conoció al humanista Pedro Mártir de Anglería, con quien mantendría una profunda amistad y al que se trajo a España, en calidad de preceptor de sus hijos. El escritor italiano le dedicó una obra a su embajada romana, Inachus, que, aunque escrita en aquella época, no se publicó sino hasta 1511. Destacó el conde por una gran liberalidad y munificencia que le ganaron el ánimo de los romanos. Tanto fue así que, en una cena organizada a orillas del Tíber, mandó a sus sirvientes arrojar la vajilla de plata usada al río, lo que fascinó y espantó a los presentes a partes iguales, sin que supiesen que había mandado colocar unas redes en su lecho para recuperar lo lanzado.En su visita italiana adquirió algunas obras literarias, entre las cuales estaba el Syrus de Crispo Ramusio, traducido luego por uno de sus hijos.

### Regreso a España. Sus cargos dentro de la Granada reconquistada
Al regreso de Italia ya en agosto de 1487 volvió a la campaña contra el reino nazarí de Granada tras ser nombrado adelantado mayor de Andalucía, teniendo a sus órdenes a Gonzalo Fernández de Córdoba llamado el Gran Capitán. Actuó en múltiples combates y ostentó varios cargos durante la guerra, Alcaide de Alcalá la Real.
Tras la conquista de Granada a Boabdil, en enero de 1492, el rey Fernando le nombró alcaide de la Alhambra y capitán general del Reino de Granada diez años más tarde.
El conde sujetó el primer levantamiento morisco en Granada, 1500-1502, inducido por las conversiones masivas, impuestas por Cisneros, conocido como la revuelta del Albaicín. Luego mandaría las tropas contra los moriscos, sublevados nuevamente en las Alpujarras, junto al Gran Capitán y el rey Fernando.

Los moriscos estaban contentos con el conde de Tendilla, que les protegía de la Inquisición "se tornarían cristianos y harían todo lo que el Arzobispo de Granada, Fray Hernando de Talavera, y el conde de Tedilla les dijeran, con tal que se fuera de Granada el Arzobispo de Toledo el Cardenal Cisneros, llegado a Granada en 1499, y que dejarían las armas.
Lorenzo de Padilla.

A la muerte de la reina Isabel, en 1504, solo el futuro duque de Alba en Castilla y él en Andalucía se mantuvieron fieles a Fernando el Católico, frente a los que apoyaban a Felipe el Hermoso, actuando en contra de los intereses del III duque del Infantado. Mantuvo también desavenencias con su primo, el marqués del Cenete y con el Gran Capitán, cuando estuvo en su destierro de Loja.
Íñigo López de Mendoza falleció en Granada en 1515 y pocos días antes de su óbito dictó testamento a su secretario Juan de Luz, hijo del artillero y vecino de la Alhambra Gonzalo de Luz. Fue enterrado en la capilla del convento de San Francisco de la Alhambra (hoy Parador Nacional), donde también reposaban los restos de la reina Isabel y donde un año después reposarían los restos de su admirado rey, a la espera de ser trasladados a su enterramiento definitivo, la Capilla Real.

## Matrimonios y descendencia
Se casó en primeras nupcias con su prima Marina Lasso de la Vega y Mendoza, que aportó al matrimonio parte de la villa de Mondéjar, que acabaría de comprar a los Reyes Católicos durante su embajada italiana. Fallecida la esposa en 1477 sin tener descendencia, Íñigo se volvió a casar en segundas nupcias en 1480 con la noble castellana Francisca Pacheco (m. 1507), hija de Juan Pacheco, marqués de Villena, y tuvieron varios hijos:
- María de Mendoza y Pacheco, nacida antes de 1489, casada en 1503, con Antonio de Mendoza y Zúñiga, II conde de Monteagudo de Mendoza.[10]
- Luis Hurtado de Mendoza y Pacheco, II marqués de Mondéjar y III conde de Tendilla, además amigo y consejero de Carlos I.
- Antonio de Mendoza y Pacheco, primer virrey de México y segundo virrey del Perú.
- María Pacheco, mujer de Juan de Padilla, el comunero.
- Bernardino de Mendoza, capitán de galeras del Mediterráneo.
- Francisco de Mendoza, obispo de Jaén.
- Diego Hurtado de Mendoza, poeta, prosista y embajador de Carlos I.
- Mencía de Mendoza, casada con Pedro Carrillo, XI señor de Albornoz.[9]

En septiembre de 1512 obtuvo de Fernando el Católico, el título de marqués de Mondéjar, ratificándolo nominalmente la reina Juana I de Castilla.

## Vinculación con la Alhambra
Tras la conquista de Granada por los Reyes Católicos, en enero de 1492, el rey Fernando lo nombró alcaide de la Alhambra. Hasta el siglo XVIII, su familia mantuvo el cargo de alcaide y la residencia en el palacio de Yusuf.